# Ejnar Kjær
Ejnar Martin Kjær (født 9. december 1893 i Ullits, død 18. juni 1947 på Amtssygehuset i Gentofte) var en dansk lærer og Venstre-politiker. Han var indenrigsminister i Regeringen Knud Kristensen.
Ejnar Kjær var lærersøn fra Ullits i Himmerland. Han tog lærereksamen fra Ranum Statsseminarium i 1915 og var kommunelærer i først Skive, men fra 1917 i Brønderslev.
Ejnar Kjær var medlem af byrådet i Brønderslev 1929-1935 og medlem af Folketinget for Vrå-kredsen i Hjørring Amt 1935-1943 og 1945-1947. Han var indenrigsminister i Ministeriet Knud Kristensen.
Som indenrigsminister blev Ejnar Kjær ansvarlig for at gennemføre en række lovændringer inden for bolig-, leje- og realkreditområdet, der dengang hørte under ministeriet. Blandt andet fik han gennemført afsættelse af store summer til opførelsen af socialt boligbyggeri. Dertil kom en række lovinitiativer, der rådede bod på problemer opstået under krigen.
Kjærs helbred tog skade af det store arbejdspres i ministeriet, og han døde i en alder af kun 54 år.

## Øvrige kilder
- Indenrigsministeriets historie 1945-53 Arkiveret 11. juni 2007 hos  Wayback Machine
- HVEM-HVAD-HVOR 1947, Politikens Forlag, København 1946.
- HVEM-HVAD-HVOR 1948, Politikens Forlag, København 1947.